# Билярская волость (Казанская губерния)
Биля́рская во́лость (тат. بىلەر ۋولىٰسىٰ,, Bilər vulьsь, Биләр вулысы) — административно-территориальная единица входившая в состав Чистопольского уезда Казанской губернии до 1920 года, после в составе Чистопольского кантона Татарской АССР с 1920 по 1930 год.
Административный центр — Билярск.

## Административное деление
В 1858 году волость включала 4 сельских общества:
- Богоявленско-Горское
  - Богоявленские Горки
  - Никольский Баран
  - Егорьевская Шама
  - Верхняя Служилая Майна
  - Малый Черемшан Студеный Ключ
  - Черемшан Студеный Ключ
  - Подлесная Шентала
- Билярское
  - Билярск
  - Ильинская
- Новочувашско-Адамское
  - Устье речки Тохталы
  - Емелькино
  - Сосновка
  - Новый Чувашский Адам
  - Старый Чувашский Адам
  - Старый Татарский Адам
  - Новопоселенная Тахтала
- Старо-Альметевское
  - Старое Альметьево
  - Кульбаево-Мараса
  - Кичкальня (Вершина речки Мурасы)

## История
По данным первой всеобщей переписи населения Российской империи 1897 года в 9 населенных пунктах проживало 13370 человек. 
В середине 1924 году укрупнена, в её состав вошли собственно Билярская волость без селений Нижняя и Верхняя Татарская Майна, Русская и Чувашская Майна, селения Сосновка, Старый Чувашский Адам, Черёмушка Ново-Адамской волости, селения Мараса, Гоголиха, Абалдуевка, Ерыкла, Старое и Вольное Муллино Марасинской волости Спасского кантона и селения Бутлеровка  и Арбузов-Баран Лягушкинской волости Спасского кантона.
В 1928 году посёлки Кзыл-Уракчи и Сабанчи были переданы Алькеевской и Матаковской волостям Спасского кантона соответственно.
В 1930 волость упразднена, территория присоединена к Билярскому району.